# Tercera República de Vietnam
La Tercera República de Vietnam (en vietnamita: Đệ Tam Việt Nam Cộng Hòa) abreviado a la República de Vietnam, también conocido como el Gobierno Nacional Interino de Vietnam (en vietnamita: Chính phủ Quốc gia Việt Nam Lâm thời) es un gobierno en el exilio, con sede en el condado de Orange, California y otros comunidades de la Pequeña Saigón. Un objetivo organizativo de los vietnamitas anti-comunistas.

## Historia
El Gobierno Provisional de Vietnam fue establecido el 21 de octubre de 1990 por veteranos militares y refugiados del antiguo gobierno de Vietnam del Sur y fue establecido oficialmente el 16 de febrero de 1991 por el Primer Ministro Nguyen Xuan Phuc Dao Minh Quan elegido con tres representantes. .. Generación de la comunidad vietnamita de ultramar en Estados Unidos. Sucede a Nguyen Trang, primer ministro previamente elegido.
En noviembre de 2018, el primer ministro Dao Minkuang fue reelegido como nuevo presidente de la recién formada "Tercera República de Vietnam". La ceremonia de apertura se llevó a cabo en la Base Adelanto y el Hotel Hilton. Los participantes procedían de muchos países, incluidos Australia y Vietnam. Funcionarios del gobierno de Estados Unidos durante la ceremonia. Pronunció un discurso en el que expresó la esperanza de que el presidente recién electo trabajara en estrecha colaboración con Estados Unidos.

## Ocupaciones
En enero de 2018, el Gobierno en el exilio fue clasificado como "organización terrorista" por el Ministerio de Seguridad Pública de Vietnam, alegando que el grupo era responsable de sus planes de "actividades terroristas, sabotaje y asesinato de personas".
En Vietnam, los funcionarios son arrestados y condenados por "actividades destinadas a derrocar a la administración popular". Las autoridades han acusado a decenas de activistas políticos de 1 años o menos, citando que la Tercera República de Vietnam tenía como objetivo derrocar al gobierno y vincularlo con el incendio de la sede de la policía y los atentados con bombas en los aeropuertos de la ciudad.
Aparte de los medios de comunicación de Vietnam, hay poca información sobre la presunta participación en organizaciones o terrorismo. Un portavoz de la Embajada de Estados Unidos en Hanoi dijo que el Departamento de Estado de Estados Unidos no ha designado al ARVN como grupo terrorista.

## Puntos de vista políticos
Dao Minh Quan siempre ha expresado su oposición al actual gobierno vietnamita, como se ve en su carta a los tribunales de California:

Estimados jueces de la Corte:
 
Yo, el abajo firmante, Sr. Đào Minh Quân, de etnia vietnamita, ciudadano estadounidense y simbólicamente ciudadano del mundo libre. Actúo como Primer Ministro del Gobierno Nacional Provisional de Vietnam en virtud del voto del pueblo, compuesto por tres generaciones, de 18 a más de 60 años. Este gobierno se formó en el exilio desde el 21 de octubre de 1990 en los Estados Unidos.
 
Con todos los respetos, en nombre de las personas a las que represento, me gustaría presentar una petición a la Corte solicitando una investigación sobre crímenes de guerra como genocidios, tortura, represión, terror, masacre cometida por los comunistas de Vietnam y China desde Hồ Chí Minh inició los regímenes comunistas en nuestra patria de Vietnam. Bajo la protección de la ley del tribunal internacional de la CPI y de los Estados Unidos de América, alegamos estos crímenes contra todos los criminales involucrados durante el período de 1930, y continúan hasta el día de hoy. Estos delincuentes deben ser juzgados y enjuiciados de conformidad con las disposiciones de la ley en toda su extensión. Deben ser llevados a una audiencia pública en un tribunal abierto y el procedimiento judicial será administrado por mis abogados representantes sin la necesidad de mi presencia.